# Jerry Yang

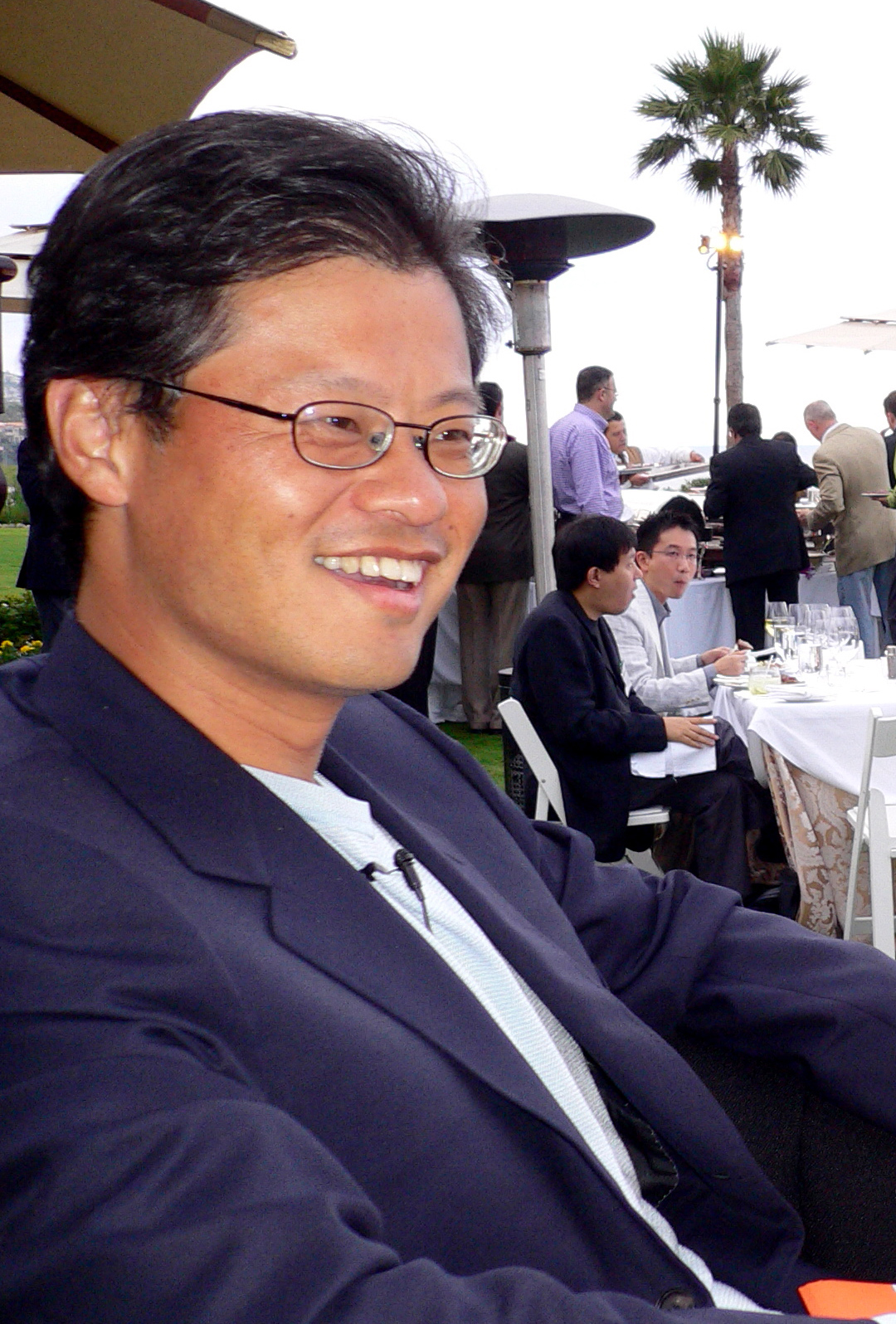
Jerry Yang năm 2005

Jerry Yang (tiếng Trung: 楊致遠, Dương Trí Viễn) là một trong hai người sáng lập ra công ty Yahoo! cùng với David Filo.
Mới đây Yahoo đã có một số thay đổi về nhân sự nên CEO Jerry Jang đã được thay thế.
Ngày 18/1/2012, Jerry Yang gửi thư xin thôi việc tại Yahoo! và được ban quản trị tập đoàn này chấp nhận.